# Station Aix-en-Provence
Station Aix-en-Provence is een spoorwegstation in de Franse stad Aix-en-Provence.